# Іловайськ 2014. Батальйон Донбас
«Іловайськ 2014. Батальйон Донбас» (робочі назви «Іловайська історія» та «Іловайськ 2014») — український повнометражний художній фільм режисера Івана Тимченка про бої за Іловайськ під час війни на Донбасі.
Фільм вийшов в український широкий прокат 29 серпня 2019 року.

## Сюжет
Липень 2014. Йде війна на сході України. Батальйон добровольців «Донбас» звільнює Попасну від бойовиків. В цей час син колишнього полковника ГРУ Валерія Рункова з Ростова, Олексій, для заробітку наймається на війну. Батальйон проводить звільнення Курахового з початком серпня, потім підходить до Іловайська разом з частинами ЗСУ.
Командир штурмової групи «Бішут» бере у полон Олексія під час штурму однієї з укріплених точок. На батальйон 10 серпня відбувається напад, під час якої гине боєць «Самольот». Валерій, який хвилюється за сина, іде в Донецьк до свого колеги Дмитра, який вербує росіян на війну, він переконує його повернути свого сина додому. В цей час Дмитро пропонує Валерію посаду коменданта Іловайська. Коли вони дізнаються, що Олексій в полоні, Валерій вимушено займає цю посаду.
19 серпня відбуваються вуличні бої в Іловайську, які виявились для українців програшом. Гинуть досвідчені бійці «Шульц», «Скіф», «Франко». Українські сили починають відходити, але Бішут та його солдат Євген «Квентін» отримують поранення і відстають від своїх, вони забігають в один з житлових будинків і ховаються у відкритій квартирі, яка належить наївній старій жінці Надії Петрівні, яка дозволяє їм залишитись. Про це дізнається молода сусідка бабусі, Світлана — секретарка комендатури, яка хоче давно залишити місто, але не може через свого майже паралізованого батька, який відмовляється їхати.
Рунков дізнається, хто взяв його сина в полон і що Бішут ховається в місті. Останнього оголошують в розшук. Світлана здає Рункову заяву про свого однокласника-сепаратиста, який здійснював атаку на село Зелене. Валерій каже йому зробити так, щоб вона тримала язик за зубами. Рунков намагається домовитись з командиром роти батальйону Нострадамусом про обмін полоненими, але той посилає його через загиблих солдатів. Квентін хоче прорватись до своїх, але Бішут переконує чекати поки що. В цей час під Червоносільським розміщуються російські танкісти та артилеристи. Ностарадамус каже, що українські сили виходять з оточення двома колонами по «зеленому коридору», згідно "прохання до сепаратистів" від Путіна.
Бішуту сниться вночі як він знаходиться на коні в засніженому степу, він зустрічає Шульца верхом, Він каже, що вони «на нашій не своїй землі». Шульц залишає його та йде до інших побратимів, які загинули, сказавши Бішуту, що йому рано. Бішут прокидається від удару ракетою, яка влучила двома поверхами вище. Надія Петрівна одразу думає, що це — українці, незважаючи звідки летіла ракета.
29 серпня. Українські війська йдуть до Червоносільського за зеленим коридором на машинах. В цей час Євген допомагає Світлані в підвалі. Вони розмовляють, потім займаються коханням. Українські сили йдуть далі і потрапляють в полі під обстріл з російських танків та гармат. Більшість українських солдатів гине, двоє бійців, гранатометник «Вусач» і «Шия» виходять з цієї місцевості і пішки йдуть полями та лісосмугами, щоб дійти до позицій України. Всі полонені бойовики, в тому числі Олексій, загинули. Рунков обіцяє, що Бішут отримає «по-повній».
Бішут дізнається, що брат його старого знайомого мешкає тут, працюючи механіком, вони зустрічаються і домовляються про план втечі. Тітка Світлани, Валентина, отримала поранення під час обстрілу вночі. Вона кличе на допомогу Бішута і той витягує осколок з неї. Незабаром, Бішут збирається винести зброю вночі до механіка, але втрачає свідомість. Світалана сама бере все та виходить на вулицю, там де її ловить однокласник, який намагається згвалтувати її. Але прибігає Бішут та вбиває його.
11 вересня. Механік передає документи з місцевими прописками Квентіну і Бішуту, вони проїдуть на свою територію під виглядом цивільних на автобусі. Солдати прощаються з Надією Петрівною, Квентін просить її передати його листа Світлані. Валентина, яка є «ватницею», йде до Рункова і каже, що Світлана тримала Бішута. Комендант та його бойовики їдуть до неї, вриваються в її квартиру, коли вона читала лист Євгена, та Валерій вимагає дізнатись, де Бішут. Далі її забирають. Батько питає у Валентини, куди її забрали. Її сестра стверджує, що все буде добре, вона «і до Путіна дійде». Але коли брат питає «Вони з нею нічого не зроблять», Валентина розуміє, що вона наробила, і плаче.
Автобус, де знаходяться Квентін і Бішут, проїждає блокпост ДНР. В автобусі також колишній чоловік Валентини — Яків, вчитель російської мови та іноземної літератури, який втратив роботу під час війни та бомжує, і тепер хоче почати життя з чистого листа. Рунков на машинах наздоганяє автобус, зупиняє його. Всіх виводять, Валерій зустрічається з Бішутом та ударом валить його на землю. Яків передає непомітно Бішуту пістолет, який знайшов на смітнику в Іловайську, і той бере в заручники Рункова, Квентін бере зброю, прострілює машинам бойовиків колеса. Бішут, Квентін, Рунков і Яків самі далі їдуть на автобусі. Бішут зупиняється, виводить Рункова, відповідає йому на тему «про карателів»: «Я на своїй землі», і наказує повертатись додому. Рунков йде назад, автобус їде далі. Бішут обіцяє Євгену, що вони повернуться. В цей час Шия та Вусач доходять до села, в одному будинку з яких висить український прапор.
Фільм закінчується показом фотографій бійців батальйону «Донбас», які брали участь у боях за Іловайськ та загинули в ньому або померли після.

## У ролях
| Актор              | Роль                         |
| ------------------ | ---------------------------- |
| Тарас Костанчук    | «Бішут» (Тарас Костанчук)    |
| Анастасія Ренард   | Світлана                     |
| Руслан Сокольник   | «Квентін»                    |
| Сергій Дзялик      | Рунков                       |
| Олег Драч          | «Скіф» (Олександр Романенко) |
| Олександр Мавріц   | «Шульц» (Сергій Шкарівський) |
| Істан Розумний     | «Франко» (Марко Паславський) |
| Федір Риков        | «Нострадамус»                |
| Євген Ламах        | «Самальот» (Вадим Антонов)   |
| Сергій Детюк       | Учитель                      |
| Сергій Солопай     | «Усач» (Євгеній Тельнов)     |
| Геннадій Василенко | «Умань»                      |
| Марія Карпенко     | «Альона»                     |

## Кошторис
Загальний кошторис фільму склав ₴33 млн (близько €1,1 млн) й складався виключно з приватних грошей без будь-якої підтримки Держкіно, Мінкульту чи УКФ.

## Виробництво
Над сценарієм фільму працював журналіст і письменник Михайло Бриних, який більше двох років створював його на основі численних матеріалів в пресі і реальних історій ветеранів-добровольців, які брали участь в операції зі звільнення Іловайська. Зйомки фільму пройшли у 2018 році під Києвом.

## Реліз
14 травня 2019 творці випустили перший трейлер художнього фільму «Іловайськ 2014. Батальйон Донбас».
Фільм вийшов в український широкий прокат 29 серпня 2019 року.
Творці виклали фільм у вільний доступ на VOD-платформі Youtube 4 лютого 2020 року.

## Відгуки кінокритиків
Фільм отримав змішані відгуки від українських кінокритиків: частина кінокритиків висловили нищівну критику стрічці, в той час які інша частина вихваляли стрічку й закликали закрити очі на певні огріхи фільму. Одним з важливих недоліків фільму критик видання espreso.tv Лєна Чичеріна назвала його «серіальність», порівнявши фільм з «типовим російськомовним телесеріалом виробництва РФ/України» й зазначила що «від серіалу чи „не блокбастерного“ бойовика виробництва РФ фільм відрізняється хіба частково українською [мовою] (у фільмі багато героїв розмовляють російською)». Натомість кіноглядач видання nv.ua/ukr/ Валерій Мирний висловив кардинально протилежну до Чичеріної думку заявивши у своїй рецензії що «на відміну від багатьох інших українських картин Іловайськ 2014. Батальйон Донбас не несе на собі відбиток дешевого телесеріалу з запахом нафталіну.»
Серед кінокритиків, які позитивно оцінили картину, підкреслювалась, зокрема, вдала спроба творців вийти за межі шаблону українського прокатного кіно та їх уміння піднятися над зручними кон'юктурними традиціями й сформувати свій власний стиль. Кінокритики виокремили здатність творців зробити роботу над помилками попередніх українських військових фільмів про російсько-українську війну, що вилилося в успішний кіно-витвір, який зміг стати мистецьким пам'ятником солдатам, загиблим в Іловайському котлі і під час війни на Донбасі в цілому.